# Sopa de menta
La sopa de menta es una preparación culinaria que emplea hierbabuena (Mentha spicata) en su elaboración.  Se suele preparar tradicionalmente en la provincia de Gerona. Técnicamente la sopa se prepara como una decocción de la hierbabuena en agua. Suele emplearse huevo y en la mayoría de los casos se añade pan duro con el objeto de servirse como unas sopas. Es una sopa que  se sirve caliente.

## Historia
La sopa está ligada a la leyenda de la Mayordoma de Sant Narcís, gran cocinera e inventora de algunos platos de la cocina de Gerona, que arrepentida por los muchos pecados de arrogancia, desarrolla para los pobres y los enfermos la sopa de menta.   